# 야누스

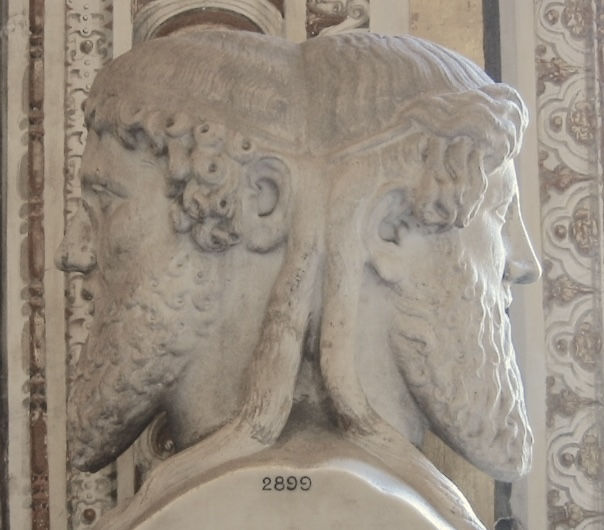
로마 시대의 야누스 상. 바티칸 박물관.

야누스(라틴어: Ianus, 영어: Janus)는 로마 신화에서 문, 대문, 문간을 상징하는 신이자 처음과 끝, 시작과 변화, 아중성을 상징하는 신이다. 다른 로마 신들과 다르게 대응되는 그리스 신이 없다. 현대 문화에서 야누스가 가장 두드러지게 나타나는 것은 그의 이름을 딴 한 해를 시작하는 1월을 의미하는 여러 유럽어인데, 그 중 하나가 영어 January이다. 이들의 기원이 되는 단어가 고대 로마에서 1월을 지칭할 때 사용한 야누리우스(Ianuarius)라는 단어인데, 이 단어는 야누스에서 유래하였다. 전승에 따르면, 로마의 2대 왕인 누마 폼필리우스(재위 기원전 717-673)가 역법을 개혁하면서 1월에 대해 야누리우스라는 말을 사용하였다고 한다. 야누리우스는 한 해가 끝나고 다른 한 해로 들어가는 문을 의미한다.
야누스는 서로 반대편을 보고 있는 두 얼굴이나 머리가 있는 모습으로 묘사될 때가 많다. 야누스는 로마 신화에서 드물게 그리스에 기원을 두거나 서로 대응하는 그리스 신이 없다. 로마 왕국(기원전 753-509) 시대에 야누스와 야나(Jana: 후에 디아나가 됨)는 태양(Sol)과 달(Luna)로 숭배되었으며, 이들은 다른 모든 신 이전에 먼저 희생제(희생 의식)를 받는 최고신들(supreme gods)이었다.

## 같이 보기
- 디아나
- 로마 신 목록
- 디오스쿠로이
- 금강역사
- 우두귀와 마두귀